# Călineștii de Sus, Mehedinți
Călineștii de Sus este un sat în comuna Bâlvănești din județul Mehedinți, Oltenia, România.